# Boazosuolu (ö, lat 69,15, long 21,57)
Boazosuolu är en ö i Finland. Den ligger i sjön Porojärvi och i kommunen Enontekis i den ekonomiska regionen  Fjäll-Lappland  och landskapet Lappland, i den norra delen av landet, 1 000 km norr om huvudstaden Helsingfors. Öns area är 19,1 hektar och dess största längd är 0,6 kilometer i sydväst-nordöstlig riktning.